# Явірник Польський
Явірник Польський (пол. Jawornik Polski) — розташоване на Закерзонні місто в Польщі, у гміні Яворник-Польський Переворського повіту Підкарпатського воєводства. Населення — 1186 осіб (2011).

## Місцевість
Лежить над річкою Млєчною. Терен гористий, навколо ліси, земля  — червона глина, що дає мало врожаю.

## Історія
4 квітня 1448 р. власницею Явірника та сіл Гижне, Гадлі, Гарта, Шкляри і Дилянґівка задокументована Малгожата з Кмітів Мосьціцова з Динова. У 1472 р. Явірник записаний у документах містом. Входив до 1772 р. до Перемишльської землі Руського воєводства.
Відповідно до «Географічного словника Королівства Польського» в 1882 р. Явірник Польський (колишній Явірничок) був містечком у Ряшівському повіті Королівства Галичини і Володимирії, були 694 римо-католики, 6 греко-католиків і 100 юдеїв. Греко-католики належали до парафії Тарнавка Каньчузького деканату Перемишльської єпархії. На той час унаслідок півтисячоліття латинізації та полонізації українці лівобережного Надсяння опинилися в меншості.
У 1904 р. прокладена залізниця Динів — Переворськ зі станцією в Явірнику, поряд є найдовший у Європі (602 м) тунель для вузькоколійних залізниць.
На 1912 р. в Явірнику було 15 греко-католиків, які належали до парафії Тарнавка.
У 1919—1939 рр. Явірник Польський, втративши права міста, як село входив до Ряшівського повіту Львівського воєводства.
10-15 травня 1947 року під час операції «Вісла» польська армія виселила з Явірника Польського на приєднані до Польщі північно-західні терени 62 українців.
У 1975—1998 роках село належало до Перемишльського воєводства.
1 січня 2024 року Явірник Польський знову отримав статус міста.

## Населення
Демографічна структура станом на 31 березня 2011 року:
|          | Загалом | Допрацездатний вік | Працездатний вік | Постпрацездатний вік |
| -------- | ------- | ------------------ | ---------------- | -------------------- |
| Чоловіки | 595     | 131                | 400              | 64                   |
| Жінки    | 591     | 138                | 325              | 128                  |
| Разом    | 1186    | 269                | 725              | 192                  |